# WWC Universal Heavyweight Championship
Le WWC Universal Heavyweight Championship (que l'on peut traduire par championnat universel poids lourd du WWC) est un championnat de catch utilisé par le World Wrestling Council (WWC). Il fut introduit en juillet 1982 sous le nom de WWC World Heavyweight Championship quand la compagnie s'appelait Capitol Sports Promotions.
Le titre a connu 148 règnes pour un total de 49 champions différents. L'actuel champion est Xavant, qui a remporté le titre contre Mighty Ursus le 16 septembre 2018. Le championnat actuel a reçu son nom à la suite d'un match opposant Carlos Colón (WWC World Heavyweight Champion) et Ric Flair (Champion Du Monde Poids-Lourds de la NWA), où le « champion de l'univers » devait être déterminé. Le premier champion était Abdullah the Butcher, qui a été présenté comme champion lors de la création du titre. Depuis sa création, le WWC Universal Heavyweight Championship a été détenu par 49 lutteurs différents. Il a également été bloqué à dix-neuf reprises et rendu vacant ou retiré treize fois.

## Histoire du titre

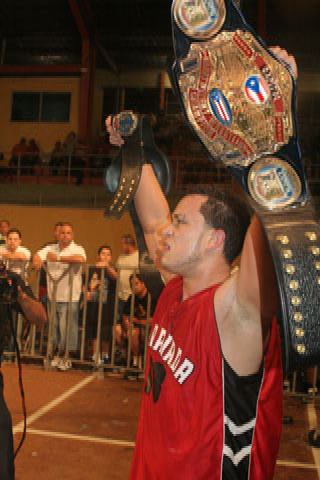
(29 septembre 2007)« Le premier et le seul champion incontesté de Porto Rico »

Le premier champion est Abdullah the Butcher que le World Wrestling Council présente comme vainqueur d'un tournoi fictif au Japon dont l'enjeu est le titre de champion universel poids lourd du WWC.